# Drepanosticta nietneri
Drepanosticta nietneri là loài chuồn chuồn trong họ Platystictidae. Loài này được Fraser mô tả khoa học đầu tiên năm 1931.